# 福雷斯
福雷斯（西班牙語：Forés）是西班牙加泰罗尼亚塔拉戈纳省的一个市镇。总面积17平方公里，总人口61人（2001年），人口密度4人/平方公里。